# Stigmella stelviana
Stigmella stelviana là một loài bướm đêm thuộc họ Nepticulidae. Nó là loài đặc hữu của Anpơ, ở đó Loài này có ở heights between 1,900 và 2,600 meters.
Ấu trùng ăn Potentilla crantzii, Potentilla frigida và Potentilla grandiflora. Chúng ăn lá nơi chúng làm tổ. 